# St. Margaret’s Hope
St Margaret's Hope (magyar fordításban Szent Margit Reménye) falu az Orkney-szigeteken, Skócia északkeleti partjainak közelében. Népessége 550, és ezzel a szigetek harmadik legnagyobb települése Kirkwall és Stromness után. Dél-Ronaldsay sziget északi partja egyik szélvédett öble mellett helyezkedik el. Orkney-szigettel az A961-es út köti össze a Churchill-töltéseken keresztül.
Dél-Ronaldsay sziget fő települése. Van egy iskolája, egy kis kovácsmúzeuma, néhány boltja és étterme. Az öbölből a Pentland Ferries menetrend szerinti hajói járnak a skót szárazföldi Gills-öbölbe.

## Neve
Nevét I. Margit skót királynőről kaphatta, aki itt halt meg, vagy a magyar származású Skóciai Szent Margit királynéról, III. Malcolm skót király feleségéről. Egy Viktória-kori felmérés térképei az utóbbi magyarázatot valószínűsítik, mivel szerepel rajtuk egy régi, Szent Margitnak szentelt kápolna a mai Smiddy Múzeum közelében, amelynek már a romjai sem láthatók.  (on the present day site of a local authority housing development – Erlend Terrace).

## Helyi esemény
Legalább kétszáz éves különleges helyi ünnep a Lófesztivál augusztus harmadik szombatján. A lányok lónak öltöznek, a fiók a homokot szántják. 

## Látnivaló
A falu felett, az Ontaft út melletti egyik mezőn láthatók egy vaskori broch (malter nélkül épített kőtorony] maradványai. Nem sok maradt belőle és csak Viktória-kori térképek alapján megtalálható, a modern térképek nem jelzik.

## Külső hivatkozások
- Undiscovered Scotland – St Margaret's Hope

## Fordítás
Ez a szócikk részben vagy egészben  a   St Margaret's Hope című angol Wikipédia-szócikk ezen változatának fordításán alapul.  Az eredeti cikk szerkesztőit annak laptörténete sorolja fel. Ez a jelzés csupán a megfogalmazás eredetét és a szerzői jogokat jelzi, nem szolgál a cikkben szereplő információk forrásmegjelöléseként.